# Marline Barberena
Marline del Carmen Barberena Peugnet (Miami, Florida, Estados Unidos, 24 de mayo de 1987) es una modelo nicaragüense y reina de belleza coronada como Miss Nicaragua 2014. Fue encargada de representar a Nicaragua el certamen de Miss Universo 2014.

## Biografía
Barberena nació en Miami, el estado de Florida, Estados Unidos, el 24 de mayo de 1987, radicando su niñez y juventud en el condado de Miami-Dade. Es licenciada en Administración y dirección de empresas.

## Nuestra Belleza Latina 2013
En el año 2013 compitió en el certamen Nuestra Belleza Latina 2013 clasificando en el equipo de Osmel Sousa, alcanzando una posición en el Top 24.

## Miss Nicaragua 2014
Con una estatura de 1,70 m (5′ 7″), compitió frente a otras 14 candidatas, representando al municipio de Chichigalpa en el certamen nacional de su país, Miss Nicaragua, celebrado en Managua en el Teatro Nacional Rubén Darío el 15 de marzo de 2014, donde obtuvo el premio de Miss Cielo y ganadora del Reto Fit Club, fue la concursante con los promedios más altos de la noche, convirtiéndose en la ganadora. Es la tercera Miss Nicaragua nacida en Estados Unidos.

## Miss Universo 2014
Marline representó a Nicaragua en el certamen de Miss Universo 2014, en la ciudad de Doral, Estados Unidos. No logró figuración alguna.